# Szkucin
Szkucin – wieś sołeckaw Polsce, położona w województwie świętokrzyskim, w powiecie koneckim, w gminie Ruda Maleniecka.
W latach 1975–1998 miejscowość administracyjnie należała do województwa kieleckiego.
Wierni Kościoła rzymskokatolickiego należą do parafii św. Wawrzyńca w Lipie.
| SIMC    | Nazwa     | Rodzaj    |
| ------- | --------- | --------- |
| 0266689 | Busin     | część wsi |
| 0266695 | Klarnia   | część wsi |
| 0266703 | Kolonia   | część wsi |
| 0266710 | Piekiełko | część wsi |

## Historia
Szkucin, wieś w powiecie koneckim, gminie Ruda Maleniecka, parafii Lipa, odegły od Końskich 21 wiorst. W roku 1890 posiadał 43 domów, 301 mieszkańców, 29 osad, 324 morgi włościańskie 3 morgi dworskie. W 1827 r. było 16 domów i 125 mieszkańców. 
Wspomina tę wieś  Liber beneficiorum Łaskiego w opisie parafii Lipa (T.I s.598). W połowie XV w. Szkucin, w parafii Lipa – własność Gizickiego herbu Gozdawa posiadał wówczas 8 łanów kmiecych, z których dziesięcinę snopową i konopną, wartości 6 grzywien, płacono prebendzie sandomierskiej „Jaszkowskiej”. Folwark rycerski, karczma z rolą, zagrodnicy płaciły dziesięcinę proboszczowi w Fałkowie (Długosz L.B.t.I s.368). 

Według registru poborowego powiatu opoczyńskiego z r. 1577 Adam i Zygmunt Drzewieccy mieli tu 3 łany (Pawiński, Kod. Małop. s.290).
Według spisu powszechnego z roku 1921 w Szkucinie było 54 domy i 342 mieszkańców.